# Dudu Karakaya
Dudu Karakaya (ur. 11 listopada 1985 roku w Kayseri) – turecka lekkoatletka specjalizująca się w biegach długodystansowych, uczestniczka igrzysk olimpijskich w Londynie (2012).

## Życiorys

### Mistrzostwa
W 2009 roku zdobyła złoty medal na 3000 m i 5000 m na drużynowych mistrzostwach Europy w Bergen I ligi.

### Igrzyska olimpijskie
Wzięła udział w biegu na 5000 metrów na igrzyskach w Londynie. W eliminacjach zajęła 14. miejsce, dobiegając do mety z czasem 15:28.32. Wynik ten nie dał jej awansu do kolejnego etapu. 